# جزيرة جبل كدمبل
جزيرة جبل كُدُمبل جزيرة سعودية وهي إحدى الجزر الواقعة على ساحل منطقة عسير في البحر الأحمر جنوب غرب السعودية. يتطلب الوصول إليها 30 دقيقة عبر قوارب الصيد، تتميز الجزيرة بوجود الجبل الذي يحتل مساحة كبيرة منها.
ويعتبر من الأماكن التي يقصدها البعض من هواة صيد الأسماك، وتتميز هذه الجزيرة أيضاً بمرور الصقور المهاجرة أعلى الجبل.